# Jekatherina Lebedewa
Jekatherina Lebedewa (russisch Екатерина Лебедева; * 1961 in  Leningrad) ist eine deutsche  Sprach- und  Übersetzungswissenschaftlerin sowie Literaturübersetzerin. Seit 2004 ist sie Professorin für Übersetzungswissenschaft  Russisch am Institut für Übersetzen und Dolmetschen (IÜD) an der Neuphilologischen Fakultät der Ruprecht-Karls-Universität Heidelberg.

## Leben
Jekatherina Lebedewa studierte von 1980 bis 1985  Übersetzungs- und Literaturwissenschaft (Russistik/Rumänistik/Anglistik) an der Humboldt-Universität zu Berlin. Für ihre Diplomarbeit zum modernen russischen Roman und seinen Quellen in der russischen Klassik des 19. Jahrhunderts erhielt sie 1985 den Humboldt-Preis. Nach ihrem Abschluss war sie von 1985 bis 1991 als wissenschaftliche Mitarbeiterin der Forschungsgruppe für neuere russische Literatur am Zentralinstitut für Literaturgeschichte der Akademie der Wissenschaften der DDR in Berlin tätig und lehrte als Gastdozentin am Institut für Slawistik der Humboldt-Universität zu Berlin. Sie promovierte 1990 zum Dr. phil. mit der Dissertation „Russische Gitarrenlyrik – Genesis eines modernen literarischen Genres“. 1992 wurde ihre Dissertation unter dem Titel „Komm Gitarre, mach mich frei! Russische Gitarrenlyrik in der Opposition“ als Buch veröffentlicht. Im gleichen Jahr erhielt sie ein Postdoktorandenstipendium der Max-Planck-Gesellschaft am Schwerpunkt Literaturforschung in Berlin. Von 1993 bis 1996 war sie als wissenschaftliche Mitarbeiterin am Institut für Slawistik der Humboldt-Universität und 1997 als wissenschaftliche Mitarbeiterin für russische Kulturgeschichte im kulturwissenschaftlichen Bereich des  Magnus-Hirschfeld-Archivs in Berlin tätig. Von 1997 bis 2001 profitierte sie von einem Habilitationsstipendium der  VolkswagenStiftung.
Im Jahr 2002 folgte ihre Habilitation für das Fach „Slawistische Literatur- und Kulturwissenschaft“. Ihre Habilitationsschrift mit dem Titel „Philosophische Poesie und poetische Philosophie. Das Slawophilentum im Rußland des 19. Jahrhunderts als poetisches Phänomen“ fertigte sie an der Europa-Universität Viadrina in Frankfurt (Oder) an. Daraufhin lehrte sie dort als Privatdozentin an der  Fakultät für  Kulturwissenschaften. Seit 2004 hat sie die Professur für  Übersetzungswissenschaft  Russisch an der  Neuphilologischen Fakultät  der Ruprecht-Karls-Universität Heidelberg inne.
Jekatherina Lebedewa übernimmt Gutachter- und Herausgebertätigkeiten, übersetzt Theaterstücke, Prosa und Lyrik aus dem Russischen und ist auf verschiedenen Veranstaltungen im In- und Ausland zu Themen der Translationswissenschaft mit wissenschaftlichen Vorträgen vertreten. So repräsentiert sie beispielsweise das IÜD auf den jährlichen Generalversammlungen der CIUTI.

## Weitere Funktionen und Mitgliedschaften
- Leiterin der russischen Abteilung des Instituts für Übersetzen und Dolmetschen (IÜD) an der Neuphilologischen Fakultät der Universität Heidelberg
- Partnerschaftsbeauftragte der Universität Heidelberg für die Staatliche Universität Sankt Petersburg
- Ständige Delegierte der Neuphilologischen Fakultät der Universität Heidelberg zum  Philosophischen Fakultätentag
- Bundesverband der Dolmetscher und Übersetzer

## Forschungsschwerpunkte
- Kulturwissenschaftliche Aspekte der Translationswissenschaft
- Literarische Übersetzung
- Literatur-, Übersetzungs- und Kulturgeschichte Russlands
- Identitätskonstruktionen, Stereotypen, Selbst- und Fremdbilder in der russischen und deutschen Kultur (Sprache, Literatur, Theater, Film, Musik)

## Schriften (Auswahl)
- Komm Gitarre, mach mich frei! Russische Gitarrenlyrik in der Opposition. Verlag Frank & Timme, Berlin 1992, ISBN 978-3-928024-85-3 (Diss.).
- Russische Träume. Die Slawophilen – ein Kulturphänomen. Reihe: Ost-West-Express. Kultur und Übersetzung; Bd. 04. Verlag Frank & Timme, Berlin 2008, ISBN 978-3-86596-068-9.
- Zusammen mit Gabriela Lehmann-Carli (Hrsg.): Reihe: Ost-West-Express. Kultur und Übersetzung. Verlag Frank & Timme, Berlin.[1]
- Zusammen mit Joachim Kornelius (Hrsg.): Reihe: Heidelberger Studien zur Übersetzungswissenschaft. Wissenschaftlicher Verlag Trier.[2]
- Russisch-deutsche Differenzen im Kulturbegriff und deren Folgen für die Translation. In: Heidemarie Salevsky, Ina Müller (Hrsg.): Die  russische Kultur und ihre Vermittlung. Verlag Peter Lang, Frankfurt am Main 2009, ISBN 978-3-631-57951-0, S. 33–41.
- Der Mord am Übersetzer. Peter Manseaus Bibliothek der unerfüllten Träume. In: Klaus Kaindl, Ingrid Kurz (Hrsg.): Machtlos, selbstlos, meinungslos? Interdisziplinäre Analysen von ÜbersetzerInnen und DolmetscherInnen in belletristischen Werken. LIT Verlag, Wien 2010, ISBN 978-3-643-50138-7, S. 101–106.
- Grenzüberschreitung – Grenzerfahrung (Vorwort). In: Agnieszka Brockmann, Jekatherina Lebedewa, Maria Smyshliaeva, Rafal Zytyniec (Hrsg.): Kulturelle Grenzgänge. Festschrift für Christa Ebert zum 65. Geburtstag; Reihe: Ost-West-Express. Kultur und Übersetzung. Bd. 11. Verlag Frank & Timme, Berlin 2012, ISBN 978-3-86596-323-9, S. 11–15.
- „Niemandsland“ als poetische Grenzmetapher und übersetzerische Grenzüberschreitung. In: Agnieszka Brockmann, Jekatherina Lebedewa, Maria Smyshliaeva, Rafal Zytyniec (Hrsg.): Kulturelle Grenzgänge. Festschrift für Christa Ebert zum 65. Geburtstag; Bd. 11. Verlag Frank & Timme, Berlin 2012, ISBN 978-3-86596-323-9, S. 163–171.
- Shakespeare übersetzen – Sonett 66. Nachdichtungen russischer und deutscher Dichter im Vergleich. In: Kerstin Brenner, Anja Holderbaum (Hrsg.): Gebundener Sprachgebrauch in der Übersetzungswissenschaft: Festschrift für Joachim Kornelius zum 60. Geburtstag. Wissenschaftlicher Verlag Trier 2007, ISBN 978-3-88476-947-8.
- Historischer Kontext und Lyrikübersetzung am Beispiel deutscher und russischer Übertragungen von Shakespeares Sonett 66. In: Hartwig Kalverkämper, Larisa Schippel (Hrsg.): Vom Altern der Texte. Bausteine für eine Geschichte des interkulturellen Wissenstransfers. Verlag Frank & Timme, Berlin 2012, ISBN 978-3-86596-251-5, S. 103–124.
- Mit anderen Worten. Die vollkommene Übersetzung bleibt Utopie. In: Ruperto Carola – Forschungsmagazin der Universität Heidelberg 3/2007,  S. 31–37.
- Tabu und Übersetzung. In: Gabriela Lehmann-Carli (Hrsg.): Empathie und Tabu(bruch) in Kultur, Literatur und Medizin. Verlag Frank & Timme, Berlin 2013, ISBN 978-3-86596-514-1, S. 269–277.